# 西小磯
西小磯（にしこいそ）は、神奈川県中郡大磯町にある地名。郵便番号は255-0005。当地域の人口は4,309人(2020年10月1日現在、住民基本台帳調査による)

## 地理
大磯町の中部に位置する。滄浪閣がある。
東は東小磯、西は国府本郷、寺坂、南は相模湾、北は平塚市万田。

### 河川
- 血洗川

### 湖沼
- 磯野池

### 海洋
- 相模湾

## 歴史

### 沿革
- 1947年（昭和22年）4月17日  - 新設。

## 世帯数と人口
| 大字   | 世帯数    | 人口    |
| ------ | --------- | ------- |
| 西小磯 | 1,733世帯 | 4,309人 |

(令和2年10月1日現在)

### 人口の変遷
国勢調査による人口の推移。
| 年                 | 人口  |
| ------------------ | ----- |
| 1995年（平成7年）  | 3,517 |
| 2000年（平成12年） | 3,694 |
| 2005年（平成17年） | 3,885 |
| 2010年（平成22年） | 4,149 |
| 2015年（平成27年） | 4,152 |
| 2020年（令和2年）  | 4,309 |

### 世帯数の変遷
国勢調査による世帯数の推移。
| 年                 | 世帯数 |
| ------------------ | ------ |
| 1995年（平成7年）  | 1,145  |
| 2000年（平成12年） | 1,274  |
| 2005年（平成17年） | 1,409  |
| 2010年（平成22年） | 1,545  |
| 2015年（平成27年） | 1,581  |
| 2020年（令和2年）  | 1,733  |

## 事業所
| 大字   | 事業所数 | 従業員数 |
| ------ | -------- | -------- |
| 西小磯 | 70事業所 | 371人    |

(令和2年10月1日現在) 

### 事業者数の変遷
経済センサスによる事業所数の推移。
| 年                 | 事業者数 |
| ------------------ | -------- |
| 2016年（平成28年） | 67       |
| 2021年（令和3年）  | 70       |

### 従業員数の変遷
経済センサスによる従業員数の推移。
| 年                 | 従業員数 |
| ------------------ | -------- |
| 2016年（平成28年） | 319      |
| 2021年（令和3年）  | 371      |

## 学区
町立小・中学校に通う場合、学区は以下の通りとなる。
| 大字   | 番地 | 小学校             | 中学校             |
| ------ | ---- | ------------------ | ------------------ |
| 西小磯 | 全域 | 大磯町立大磯小学校 | 大磯町立大磯中学校 |

## ギャラリー

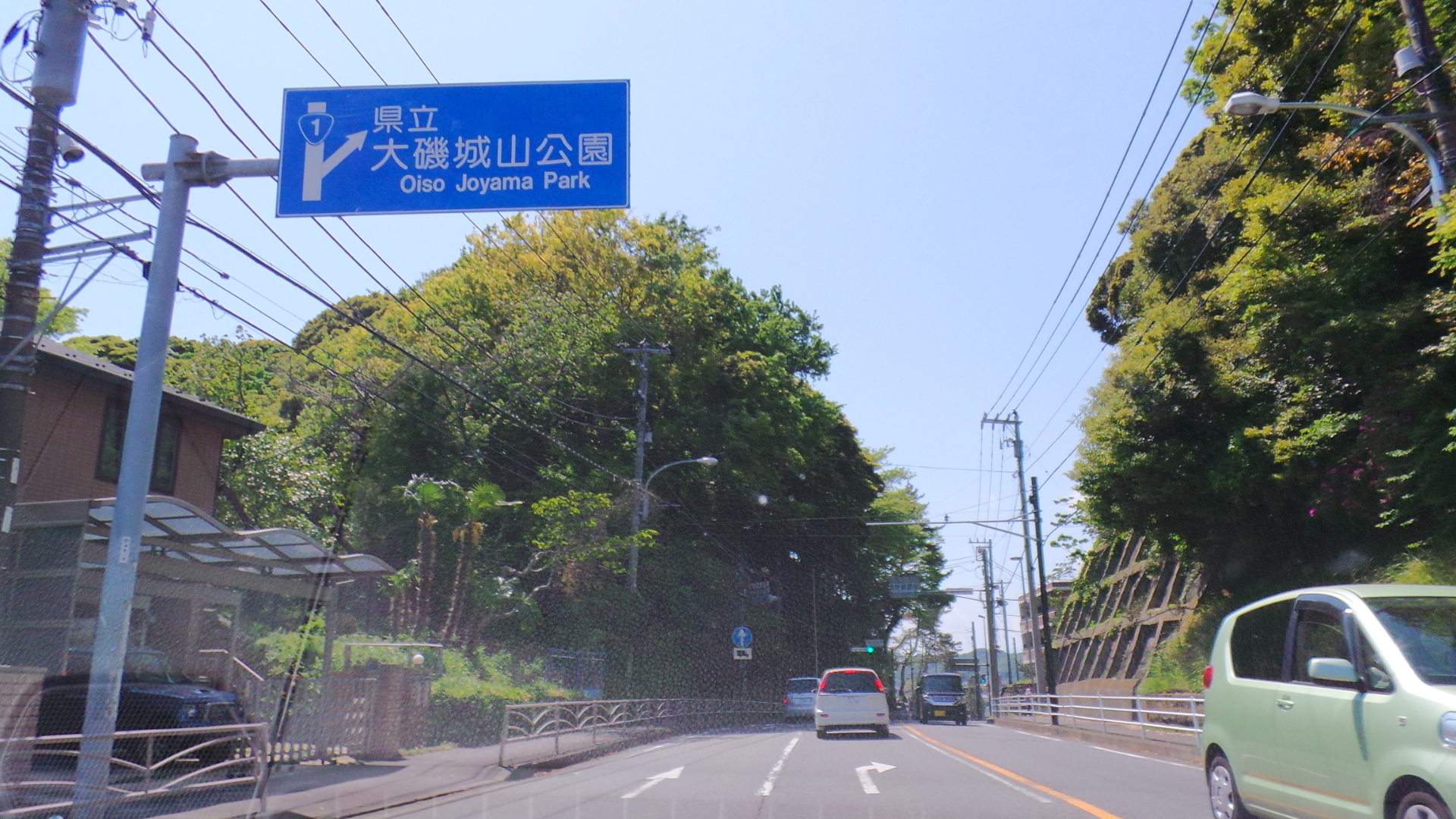
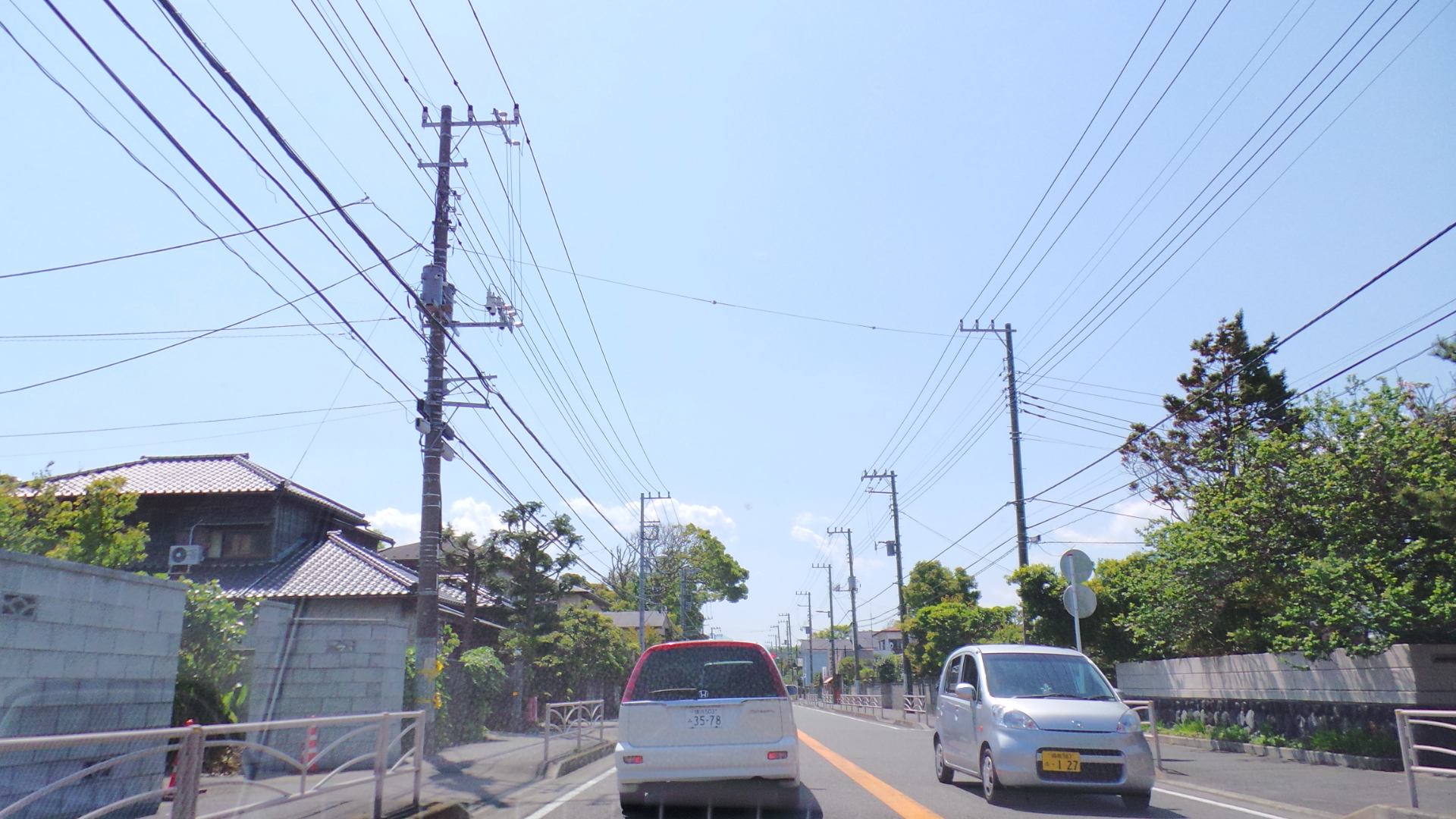
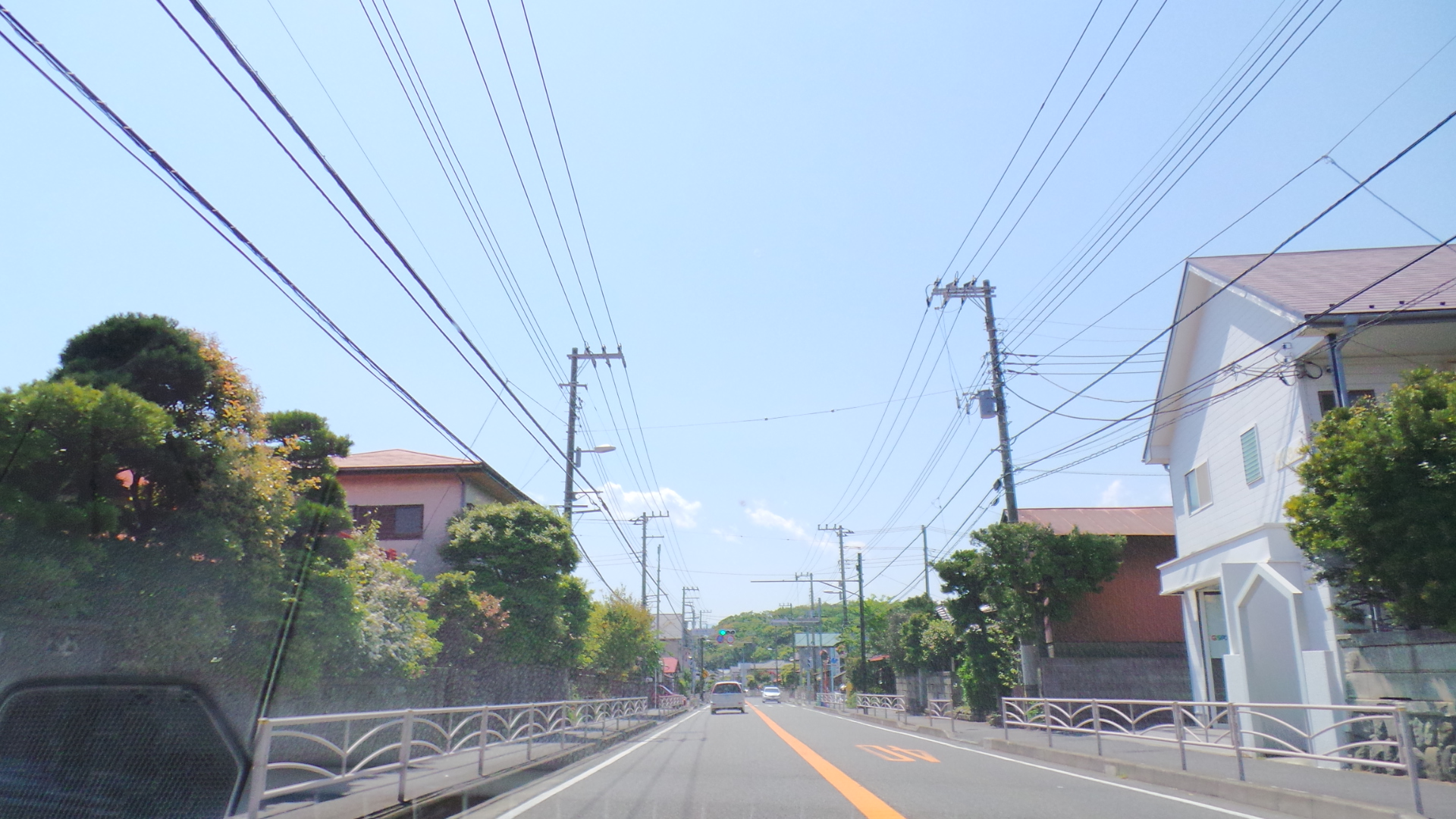
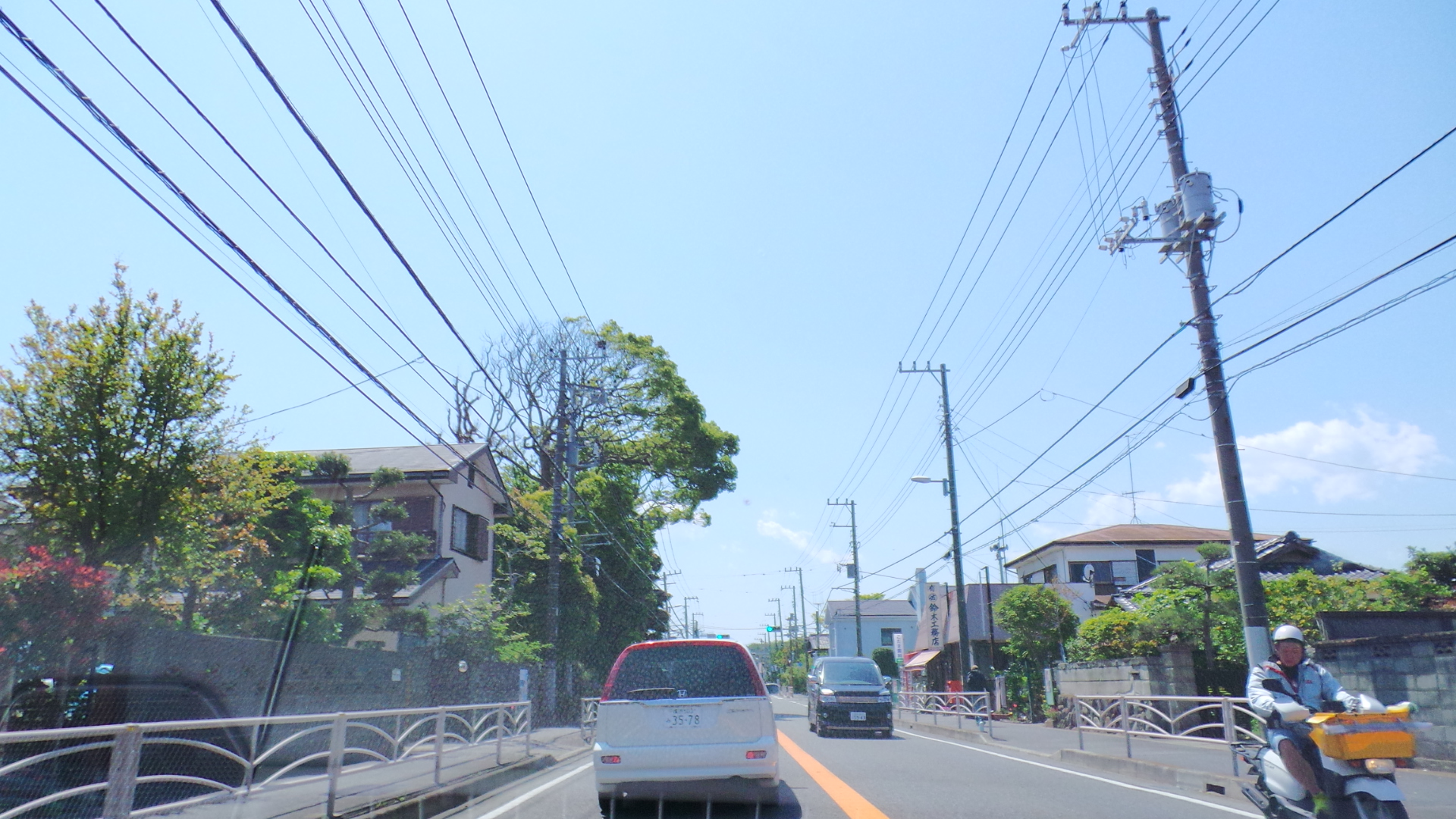
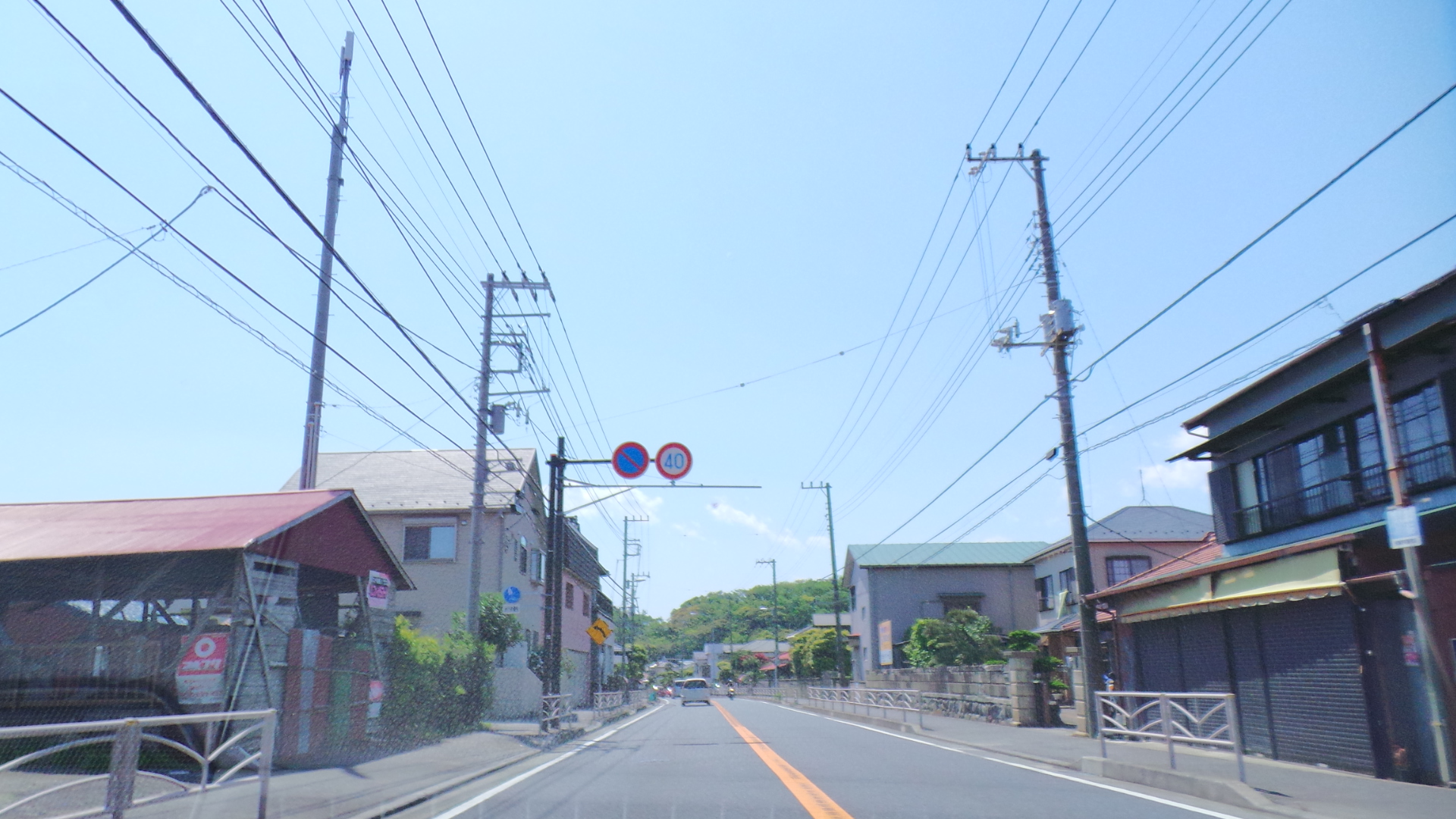
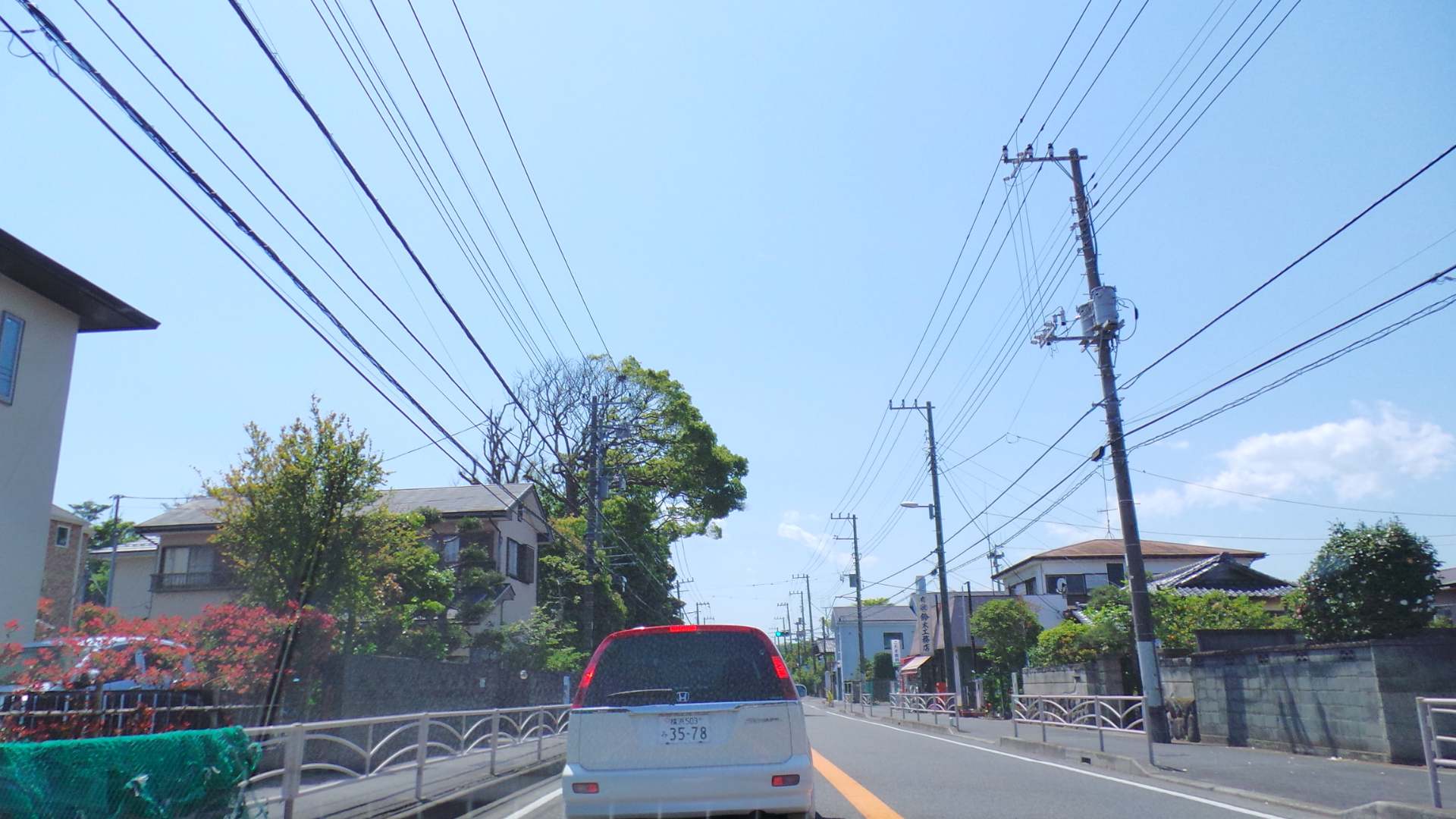
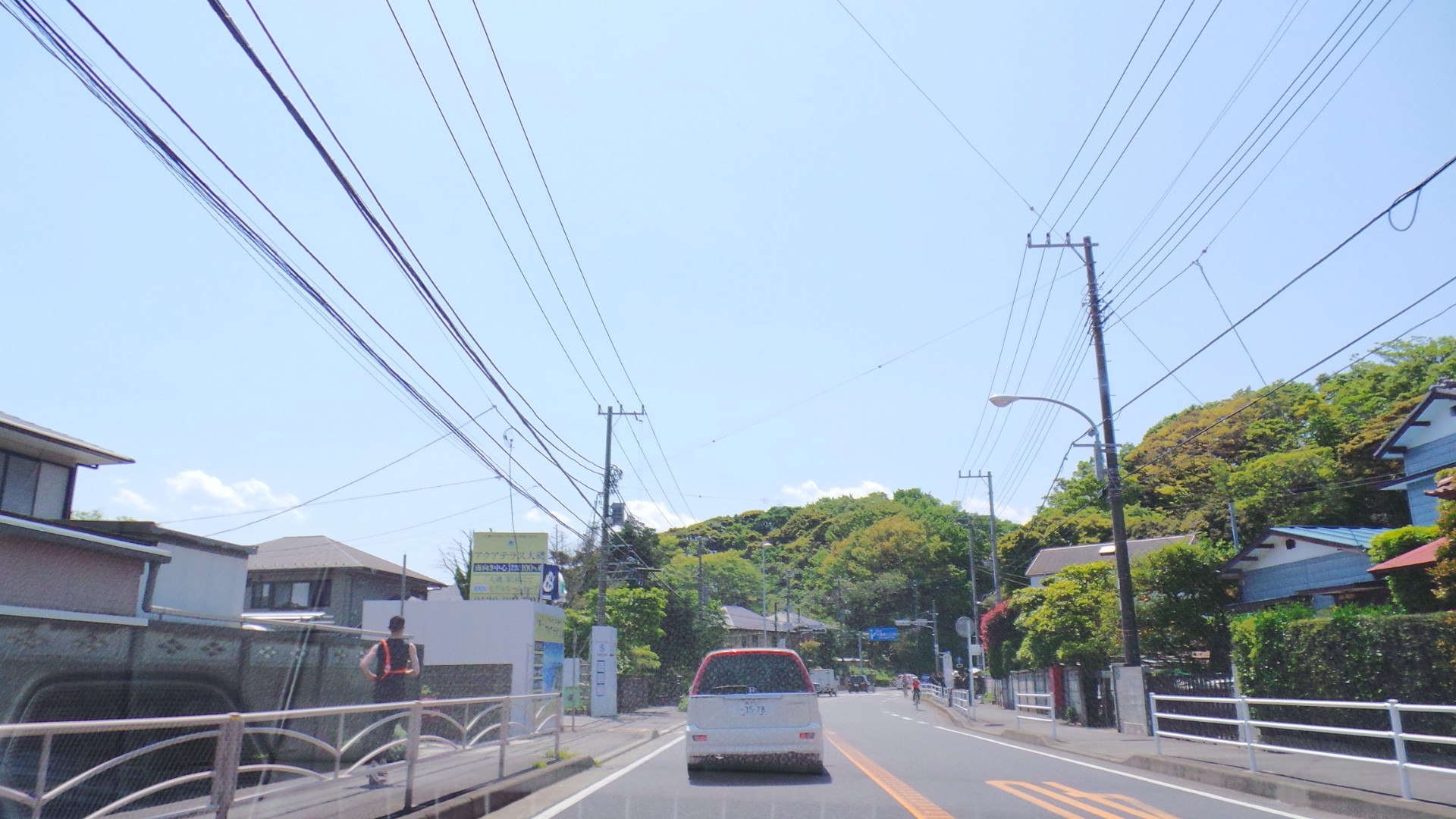
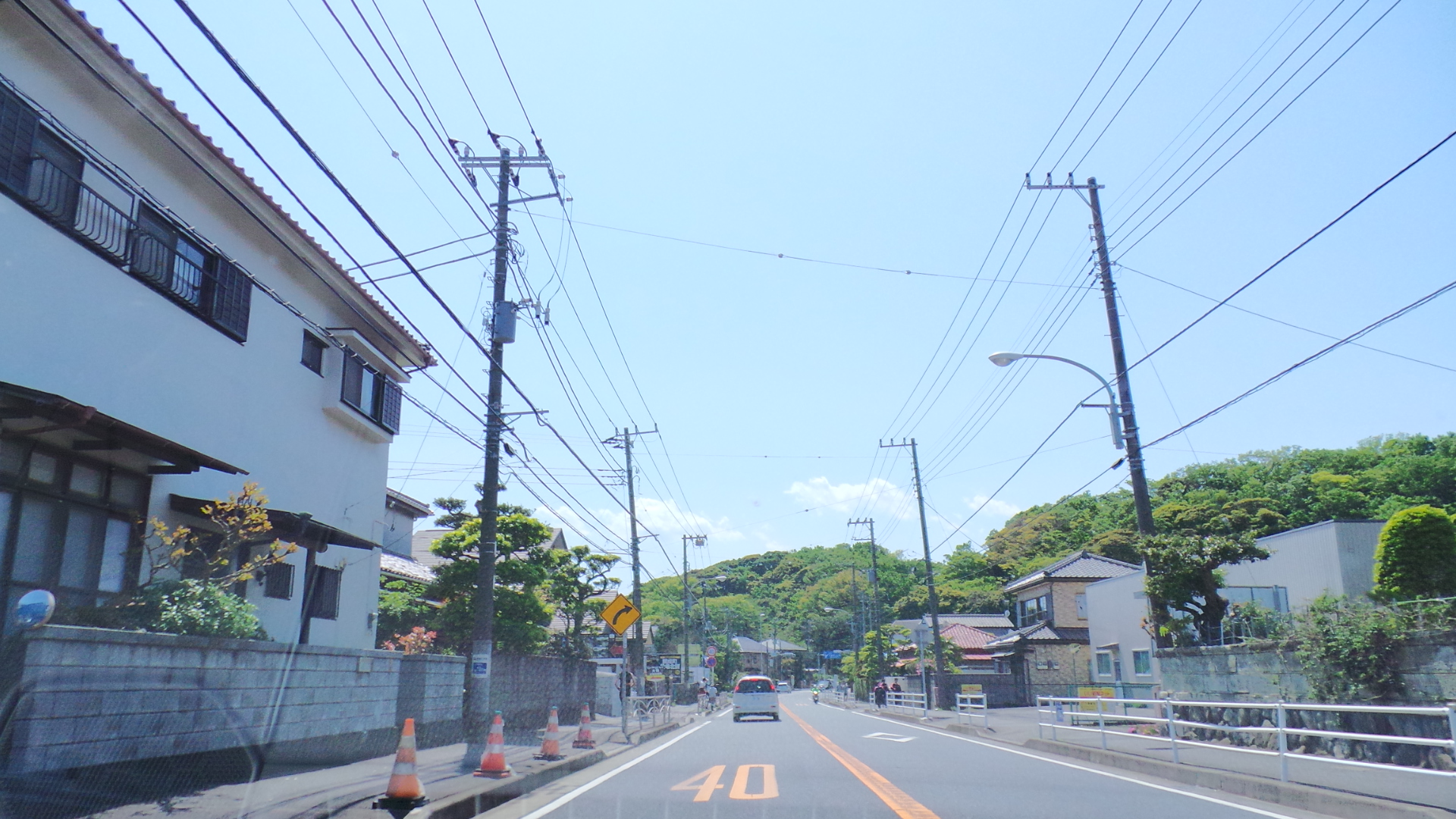
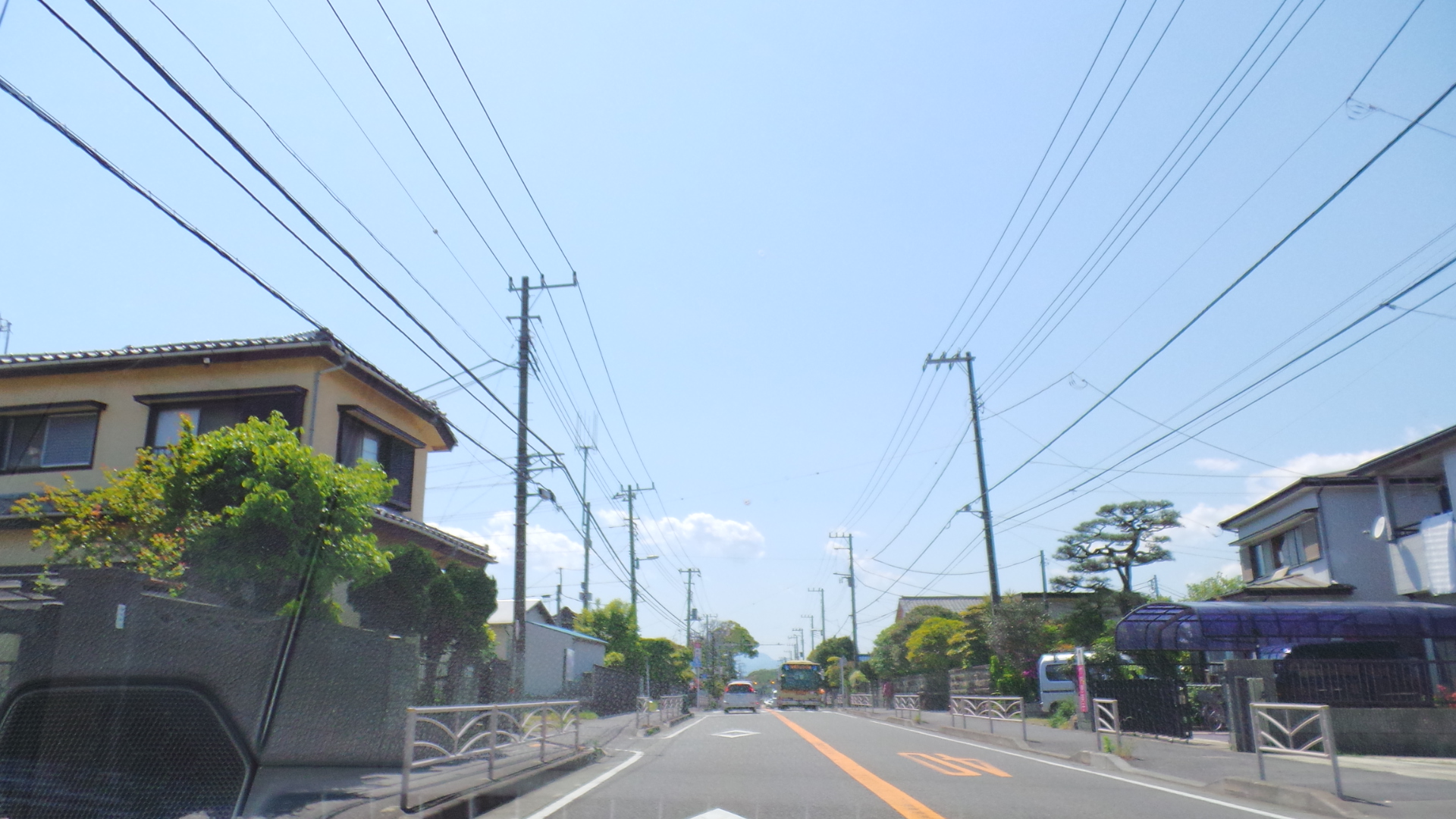

## 交通

### 鉄道
- 東日本旅客鉄道東海道線[注釈 1]

### バス
- 神奈川中央交通

| バス停留所 | 系統                               |
| ---------- | ---------------------------------- |
| 白岩大門   | 平45、平46、平47、平44、磯07、磯14 |
| 八坂神社   | 平45、平46、平47、平44、磯07、磯14 |
| 城山公園前 | 平45、平46、平47、平44、磯07、磯14 |
| 白岩神社東 | 二01、磯01                         |
| 白岩神社西 | 二01、磯01                         |
| 大町       | 二01、磯01                         |

### 道路
- 国道1号
- E84西湘バイパス

## 施設
- 八坂神社
- 滄浪閣
- 金龍寺
- 白岩神社
- 宇賀神社
- 私立こいそ幼稚園